# Raylee
Raylee, precedentemente Lotta, pseudonimo di Raylee Charlotte Kristiansen (Tromøy, 28 giugno 1997), è una cantante norvegese.

## Biografia
Raylee ha mosso i primi passi nel mondo dello spettacolo sin da bambina, interpretando il ruolo della protagonista nel musical Annie a Oslo. L'anno successivo è salita alla ribalta come cantante grazie ai suoi video su YouTube, che hanno accumulato milioni di visualizzazioni e che hanno portato ad un contratto con la Sony Music Entertainment Norway.
Nel 2014 ha partecipato al programma televisivo canoro Stjernekamp su NRK1. All'inizio del 2015 ha preso parte al Melodi Grand Prix, il programma di selezione del rappresentante norvegese all'Eurovision Song Contest, dove ha presentato il singolo Louder. L'anno successivo è arrivata 3ª a Skal vi danse, la versione norvegese di Ballando con le stelle, trasmesso su TV 2.
Raylee ha preso nuovamente parte al Melodi Grand Prix nel 2020 con l'inedito Wild. Questa volta è riuscita a qualificarsi per la superfinale a quattro. Il brano ha ottenuto successo commerciale, raggiungendo la 24ª posizione nella classifica norvegese e venendo certificato disco d'oro dalla IFPI Norge con oltre 30 000 copie vendute a livello nazionale. Nel 2021 ha partecipato nuovamente al Melodi Grand Prix, cantando Hero nella seconda semifinale e qualificandosi direttamente per la finale.

## Discografia

### Album in studio
- 2009 – Min egen stil
- 2011 – Bevis at du tør

### Singoli
- 2009 – Rundt og rundt
- 2013 – Get Ya Heels On
- 2014 – We Make It Burn
- 2014 – Back to Now
- 2014 – Wish for You
- 2015 – Louder
- 2016 – Falling Awake
- 2016 – Bare vi
- 2017 – Love Me
- 2019 – Don't Wanna Let It Go
- 2020 – Wild
- 2020 – Unspoken
- 2021 – Hero